# Força Aèria Israeliana
La Força Aèria Israeliana,(IAF; hebreu: זְרוֹעַ הָאֲוִיר וְהֶחָלָל‎, Zroa HaAvir VeHahalal, "Arma de l'Aire i de l'Espai", conegut com a חֵיל הָאֲוִיר, Kheil HaAvir, "Cos de l'Aire") anomenada oficialment Arma de l'Aire i de l'Espai (en hebreu: זרוע האוויר והחלל), coneguda també per les sigles en anglès IAF (Israeli Air Force), és la força aèria de les Forces de Defensa d'Israel, encarregada de preservar la sobirania aèria de l'Estat d'Israel. El seu actual comandant en cap és el General de Divisió Amir Eshel. Compta aproximadament amb un total de 750 aeronaus. La insígnia de la Força Aèria Israeliana és un Estel de David blau sobre un cercle blanc. Està normalment pintada en sis posicions: una a la part superior i inferior de cada ala, i a cada costat del fuselatge. És el component aeri de les FDI. Té a prop de 710 avions i 181 helicòpters, també té drons, satèl·lits i míssils balístics.

## Història

### Guerra del 1948

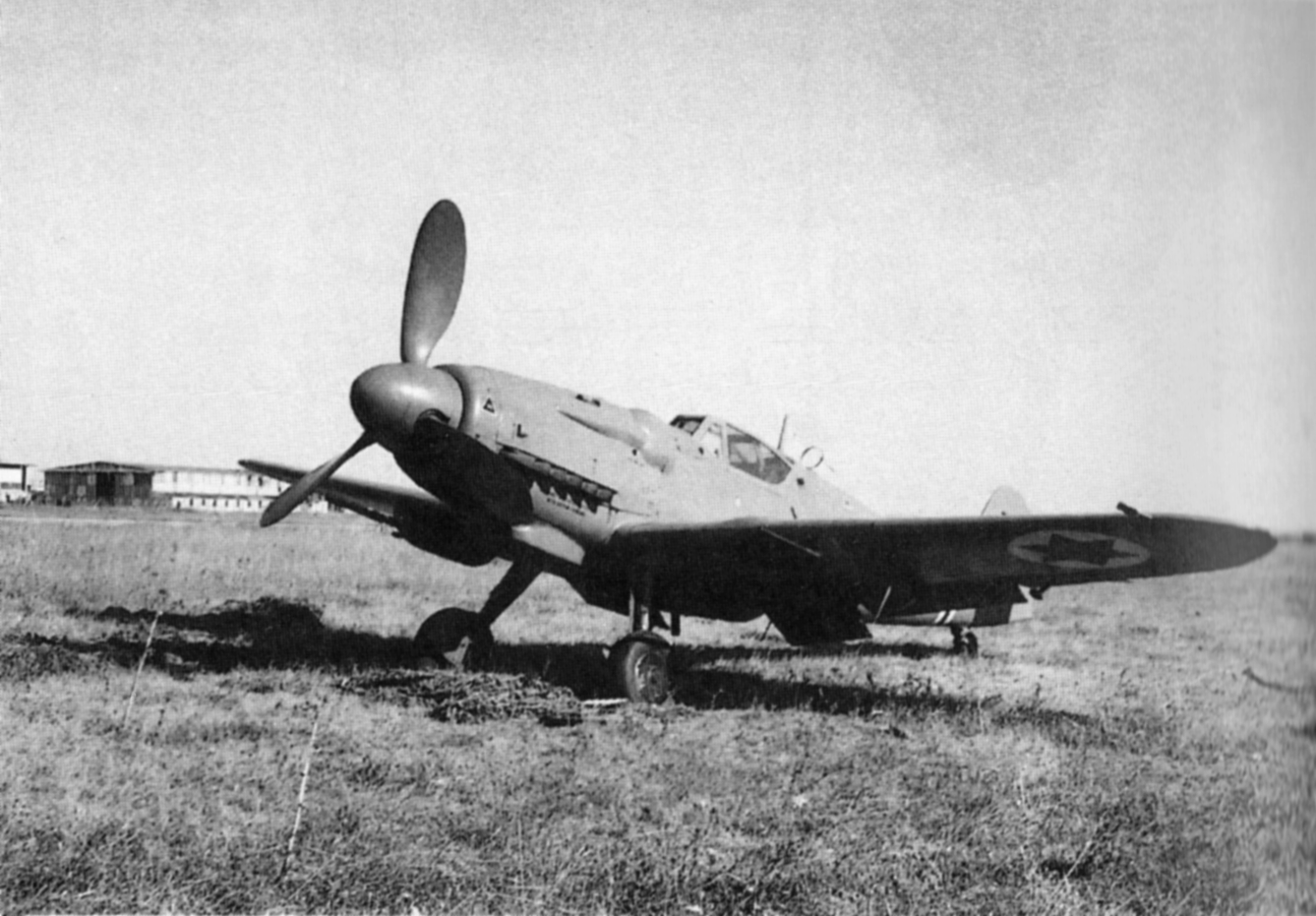
Avia S-199.

Després de la creació de l'Estat d'Israel, l'Exercit de l'Aire Israelià, aleshores anomenat Força Aèria israeliana o Heyl HaAvir, va posar en servei diferents avions provinents de diferents països que van participar en la Segona Guerra Mundial. Aquesta flota d'avions va haver de ser reemplaçada per raons de costos i de logística.
A començaments de 1948, els caces P-51 Mustang van començar a ser introduïts a Israel de contraban, 
a causa de l'embargament imposat en aquella època pels britànics. Aquests aparells van dur a terme més
de tretze sortides durant la primera setmana de la guerra a Palestina el 1948. De 1948 fins a 1961, l'Exèrcit de l'Aire
israelià va fer servir més de trenta quatre P-51 Mustang, sobretot durant la crisi del Canal de Suez el 1956.
Els primers avions de combat israelians, comprats oficialment, van ser els S199, versió txecoslovaca fabricada per l'empresa Avia, 
del Messerschmitt Bf 109, era difícil pilotar-lo en el moment de l'enlairament i complicat a l'aterratge, a causa del seu tren d'aterratge massa estret.
Calia una gran concentració per part del pilot, en particular per raó de la vibració tan gran generada pel seu motor Jumo 211 i la seva enorme hèlix de tres pales. El seu habitacle va donar problemes als pilots massa alts o massa grassos, a més aquests aparells, van ser entregats gairebé nous per les fàbriques de l'empresa Avia, i presentaven nombrosos defectes de fabricació; la sincronització de les metralladores davanteres era força precària, els frens es bloquejaven amb molta facilitat, etc. El futur President israelià, Ezer Weizman, va volar en aquest aparell.
Els avions varen ser reagrupats a l'Esquadró 101. Un gran nombre de membres del Haganà havien servit a l'Exèrcit britànic al Pròxim Orient durant la Segona Guerra Mundial, és per això que la Heyl Ha-Avir va adoptar l'organització en Esquadrons de la Royal Air Force (RAF).
El 29 de maig de 1948, els primers S.199 van entrar en servei a la base d'Ekron, ràpidament abandonada, i després van anar a la base de Herzliya, a prop de Tel-Aviv. Al migdia els pilots duen a terme la seva primera missió de combat, ataquen a una columna egípcia a 30 kilòmetres al Sud de Tel-Aviv. Un avió és abatut i un altre és danyat, però els egipcis es retiren.
El 3 de juny de 1948, el pilot Moddi Allon aconsegueix la primera victòria de la força aèria israeliana. Intercepta als afores de Tel-Aviv dos avions de transport C-47 Dakota transformats en bombarders pels egipcis. Fà fugir l'escorta de Supermarine Spitfire i abat els dos C-47, el primer a sobre de Holon, i el segon a prop de Rixon le-Tsiyyon. Eren dos bombarders bimotors de fabricació anglesa Bristol Beaufighter.
El transport logístic ha estat assegurat per alguns bimotors de transport Curtiss C46 Commando comprats als Estats Units introduïts després a Israel, sota la identitat d'una companyia d'aviació panamenya (LAPSA). Els avions que van arribar després de Txecoslovàquia van ser els caces Avia S199.
Quatre B-17 Flying Fortress van ser igualment comprats durant el mateix període (a principis de 1948), a la USAF, però també eren de contraban. Aquestos avions sortiren dels Estats Units, van passar per Puerto Rico, varen anar després cap a Txecoslovàquia al juny de 1948.
Tres avions van arribar a Israel, i van bombardejar el Caire, el quart avió va ser retingut pels agents federals americans (FBI).
La major part dels avions introduïts de contraban, van ser comprats per les diferents companyies creades amb aquesta finalitat per Al Schwimmer. Els Supermarine Spitfire van ser també usats per la Heyl Ha-Avir. Els dos primers exemplars van ser reconstruïts a partir d'un Spitfire abandonat per la RAF. Aquestos aparells van participar també a la Guerra de 1948 juntament amb els tres Spitfires adquirits a Txecoslovàquia. Uns altres 47 Spitfires van ser igualment rebuts abans de la fí de la Guerra i van reemplaçar els Avia S199. Uns altres 39 Spitfires van ser igualment comprats el 1949 provinents d'Itàlia i de Txecoslovàquia.
Dos exemplars són exposats al Museu de la Força Aèria Israeliana, un d'ells és encara en condicions òptimes de vol.
Durant el curs de la Guerra, molts estrangers van servir a l'Exèrcit israelià i notablement a l'Exèrcit de l'Aire, en el marc del programa Mahal: voluntaris americans, britànics canadencs, sud-africans, la major part d'ells veterans de la Segona Guerra Mundial. Amb l'armistici signat el 1949, la Heyl Ha Avir es va consagrar a la formació de pilots i a l'adquisició d'aparells més moderns. El 1951 França i l'Estat d'Israel van signar un contracte per a l'adquisició de 67 Mosquitos, de diferents versions, des d'aleshores França va esdevenir el primer proveïdor d'avions militars de la Heyl Ha'Avir.

### L'era dels reactors

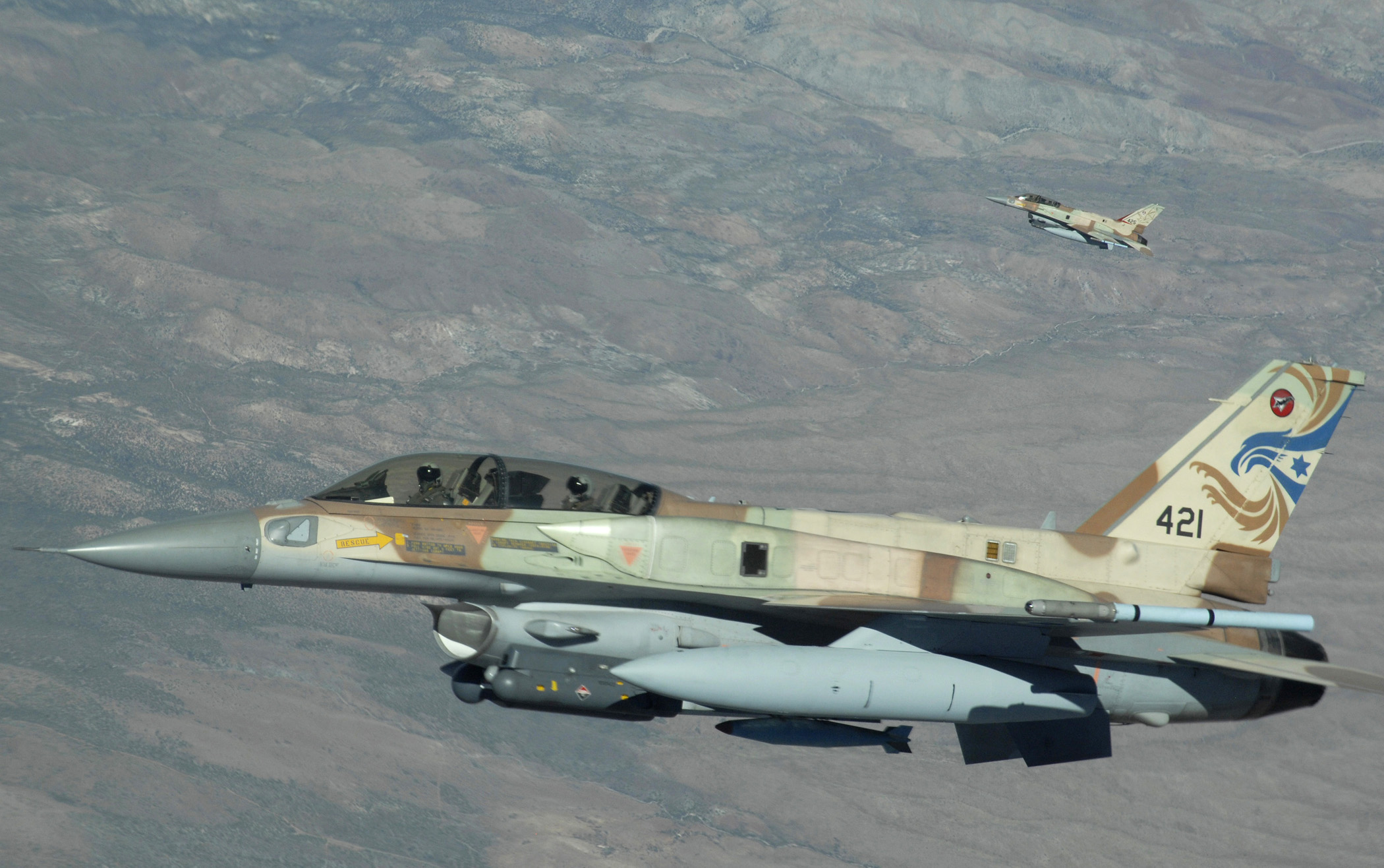
F-16 israelià.

A començaments de l'any 1950, la Heyl Ha Avir va passar a fer servir reactors (jets). Els primers avions de reacció van ser 12 Gloster Meteor.
Després de la signatura del contracte, el primer esquadró d'avions de caça va ser formada el 7 de juny de 1953 a Ramat David.
Un d'aquests aparells va abatre dos caces Vampire egipcis a sobre del desert del Nègueb l'1 de setembre de 1955.
L'Exèrcit de l'Aire israelià va buscar sempre nous avions, la seva elecció va ser la versió canadenca del caça F-86 Sabre, i el Mystère IIC.
L'agost de 1956, la força aèria israeliana va rebre els primers caces Mystère IV que van rebre el seu bateig de foc, durant la crisi del Canal de Suez a on van abatre un MiG-15 i més tard 4 De Havilland Vampire.
Tots els Mystère IV van participar igualment a la Guerra dels Sis Dies però només com aparells de suport i atac a terra.
L'any 1957, Israel va fer una comanda l'empresa SNCASO de 32 SO-4050 Vautour, 19 aparells d'atac a terra (Vautour II A),
4 Caces tot-temps (Vautour II N) i 8 bombarders (Vautour II B). Alguns d'aquests aparells van ser modificats amb la finalitat de
poder dur a terme missions de reconeixement.
Tots els aparells van participar en la Guerra dels Sis Dies (1967). Els Vautours van ser retirats del servei l'any 1971.
El 1958, L'Estat d'Israel va fer una comanda de 24 Super-Mystère B-2. Aquests aparells van participar en les Guerra dels Sis Dies de (1967) i a la Guerra del Yom Kippur (1973).
A començaments de la dècada dels seixanta, la Heyl Ha Avir va fer plans per construir aparells de combat capaços d'arribar a Mach 2, i que fossin capaços d'enfrontar-se amb el caça soviètic MiG-21 el govern israelià va iniciar aleshores un projecte per a construir un nou caça de reacció, i es va prendre com a model el Mirage III francès, així és com van començar els projectes Raam A i Raam B, que donarien lloc al caça IAI Kfir.
L'Exèrcit de l'aire israelià va buscar incrementar la cooperació amb els Estats Units d'Amèrica, i va adquirir aleshores els caces A-4 Skyhawk, McDonnell Douglas F-4 Phantom II, i més endavant el McDonnell Douglas F-15 Eagle. Els Estats Units van reemplaçar França com a proveïdors d'avions de combat de l'Exèrcit de l'Aire israelià.
Israel té plans per a comprar als Estats Units 20 caces Lockheed Martin F-35 Lightning II.

## Aeronaus
Entre les aeronaus que estan actualment en servei amb la Força Aèria Israeliana hi ha avions, helicòpters i naus no tripulades (drons). Cadascuna d'aquestes aeronaus duu a terme diferents missions com poden ser: combat, reconeixement, entrenament, transport, suport, etc.

### Combat
| Lockheed Martin F-35 Lightning II | Lockheed Martin F-35 Lightning II                                                                                             |
| --------------------------------- | --- |
|                                   | \| Entrada en servei: \| 2017 \| \| Missió: \| Caça polivalent \| \| Versions: \| F-35 Adir \| \| Aeronaus en servei: \| 9 \| |
| Entrada en servei:                | 2017 |
| Missió:                           | Caça polivalent |
| Versions:                         | F-35 Adir |
| Aeronaus en servei:               | 9 |

| McDonnel Douglas F-15 Eagle | McDonnel Douglas F-15 Eagle |
| --------------------------- | --- |
|                             | \| Designació interna: \| Raam, Baz, i Akef \| \| Entrada en servei: \| 1977 \| \| Missió: \| Caça, Bombarder \| \| Versions: \| F-15 A / B / C / D / I \| \| Aeronaus en servei: \| - Versions A i C: 42 unitats - Versions B i D: 16 unitats - Versió I: 25 unitats \| \| Bases y unitats: \| Base aèria de Hatzerim - 69è Esquadró Base Aèria Tel Nof: - 106è Esquadró - 133è Esquadró \| |
| Designació interna:         | Raam, Baz, i Akef |
| Entrada en servei:          | 1977 |
| Missió:                     | Caça, Bombarder |
| Versions:                   | F-15 A / B / C / D / I |
| Aeronaus en servei:         | - Versions A i C: 42 unitats - Versions B i D: 16 unitats - Versió I: 25 unitats |
| Bases y unitats:            | Base aèria de Hatzerim - 69è Esquadró Base Aèria Tel Nof: - 106è Esquadró - 133è Esquadró |

| General Dynamics F-16 Fighting Falcon | General Dynamics F-16 Fighting Falcon |
| ------------------------------------- | --- |
|                                       | \| Designació interna: \| Netz, Barak, Brakeet, i Sufa \| \| Entrada en servei: \| 1980 \| \| Missió: \| Caça \| \| Versions: \| F-16A / F-16B / F-16C / F-16D / F-16I \| \| Aeronaus en servei: \| - Versións A i B: 63 unitats - Versió C: 77 unitats - Versió D: 48 unitats - Versió I : 99 unitats \| \| Bases y unitats: \| Base Aèria Ramat David: - 109è Esquadró - 110è Esquadró - 117è Esquadró Base Aèria Hatzor: - 101è Esquadró - 105è Esquadró Base aèria de Hatzerim: - 107è Esquadró Base Aèria Uvda: - 115è Esquadró Base Aèria Ramon: - 119è Esquadró - 201è Esquadró - 253è Esquadró Base aèria de Nevatim: - 116è Esquadró - 140è Esquadró \| |
| Designació interna:                   | Netz, Barak, Brakeet, i Sufa |
| Entrada en servei:                    | 1980 |
| Missió:                               | Caça |
| Versions:                             | F-16A / F-16B / F-16C / F-16D / F-16I |
| Aeronaus en servei:                   | - Versións A i B: 63 unitats - Versió C: 77 unitats - Versió D: 48 unitats - Versió I : 99 unitats |
| Bases y unitats:                      | Base Aèria Ramat David: - 109è Esquadró - 110è Esquadró - 117è Esquadró Base Aèria Hatzor: - 101è Esquadró - 105è Esquadró Base aèria de Hatzerim: - 107è Esquadró Base Aèria Uvda: - 115è Esquadró Base Aèria Ramon: - 119è Esquadró - 201è Esquadró - 253è Esquadró Base aèria de Nevatim: - 116è Esquadró - 140è Esquadró |

### Entrenament
| Alenia Aermacchi M-346 Master | Alenia Aermacchi M-346 Master                                                                                     |
| ----------------------------- | --- |
|                               | \| Missió: \| Entrenament \| \| Aeronaus en servei: \| 30[10] \| \| Bases y unitats: \| Base aèria de Hatzerim \| |
| Missió:                       | Entrenament |
| Aeronaus en servei:           | 30 |
| Bases y unitats:              | Base aèria de Hatzerim                                                                                            |

| Beechcraft T-6 Texan II | Beechcraft T-6 Texan II |
| ----------------------- | --- |
|                         | \| Designació interna: \| Efroni \| \| Entrada en servei: \| 2009 \| \| Missió: \| Entrenament \| \| Versions: \| T-6A \| \| Aeronaus rebudes: \| 20 \| \| Aeronaus en servei: \| 20 \| |
| Designació interna:     | Efroni |
| Entrada en servei:      | 2009 |
| Missió:                 | Entrenament |
| Versions:               | T-6A |
| Aeronaus rebudes:       | 20 |
| Aeronaus en servei:     | 20 |

| Grob G-120          | Grob G-120 |
| ------------------- | --- |
|                     | \| Designació interna: \| Snunit \| \| Missió: \| Entrenament \| \| Versions: \| G-120A \| \| Aeronaus en servei: \| 17 \| |
| Designació interna: | Snunit |
| Missió:             | Entrenament |
| Versions:           | G-120A |
| Aeronaus en servei: | 17 |

### Transport
| Beechcraft Bonanza  | Beechcraft Bonanza |
| ------------------- | --- |
|                     | \| Designació interna: \| Khofit \| \| Missió: \| Transport \| \| Versions: \| A36 \| \| Aeronaus en servei: \| 22 \| |
| Designació interna: | Khofit |
| Missió:             | Transport |
| Versions:           | A36 |
| Aeronaus en servei: | 22 |

| Beechcraft Super King Air | Beechcraft Super King Air |
| ------------------------- | --- |
|                           | \| Designació interna: \| Tzofit \| \| Missió: \| Transport \| \| Versions: \| Model 200/T/CT \| \| Aeronaus en servei: \| 22 \| |
| Designació interna:       | Tzofit |
| Missió:                   | Transport |
| Versions:                 | Model 200/T/CT |
| Aeronaus en servei:       | 22 |

| Lockheed C-130 Hercules | Lockheed C-130 Hercules |
| ----------------------- | --- |
|                         | \| Designació interna: \| Qarnaf \| \| Missió: \| Transport \| \| Versions: \| C-130E / C-130H \| \| Aeronaus en servei: \| 12 \| |
| Designació interna:     | Qarnaf |
| Missió:                 | Transport |
| Versions:               | C-130E / C-130H |
| Aeronaus en servei:     | 12 |

| Lockheed Martin C-130J Super Hercules | Lockheed Martin C-130J Super Hercules |
| ------------------------------------- | --- |
|                                       | \| Designació interna: \| Shimson \| \| Missió: \| Transport \| \| Versions: \| C-130J \| \| Aeronaus en servei: \| 6 \| \| Bases y unitats: \| Base aèria de Hatzerim \| |
| Designació interna:                   | Shimson |
| Missió:                               | Transport |
| Versions:                             | C-130J |
| Aeronaus en servei:                   | 6 |
| Bases y unitats:                      | Base aèria de Hatzerim |

| Boeing 707          | Boeing 707 |
| ------------------- | --- |
|                     | \| Designació interna: \| Reem \| \| Missió: \| Transport \| \| Versions: \| 707-320 \| \| Aeronaus en servei: \| 1 \| |
| Designació interna: | Reem |
| Missió:             | Transport |
| Versions:           | 707-320 |
| Aeronaus en servei: | 1 |

### Abastament en vol
| Boeing 707          | Boeing 707 |
| ------------------- | --- |
|                     | \| Designació interna: \| Saknai \| \| Missió: \| Abastament en vol \| \| Versions: \| KC-707 \| \| Aeronaus en servei: \| 9 \| |
| Designació interna: | Saknai |
| Missió:             | Abastament en vol |
| Versions:           | KC-707 |
| Aeronaus en servei: | 9 |

| Lockheed KC-130 Hercules | Lockheed KC-130 Hercules |
| ------------------------ | --- |
|                          | \| Designació interna: \| Qarnaf \| \| Missió: \| Abastament en vol \| \| Versions: \| KC-130J / K-130H \| \| Aeronaus en servei: \| 4 \| |
| Designació interna:      | Qarnaf |
| Missió:                  | Abastament en vol |
| Versions:                | KC-130J / K-130H |
| Aeronaus en servei:      | 4 |

### Guerra Electrònica
| Gulfstream G550     | Gulfstream G550 |
| ------------------- | --- |
|                     | \| Designació interna: \| Shavit \| \| Missió: \| Guerra electrònica \| \| Versions: \| G500 SEMA \| \| Aeronaus en servei: \| 3 \| |
| Designació interna: | Shavit |
| Missió:             | Guerra electrònica |
| Versions:           | G500 SEMA |
| Aeronaus en servei: | 3 |

| Beechcraft C-12 Huron | Beechcraft C-12 Huron |
| --------------------- | --- |
|                       | \| Designació interna: \| Kookiya \| \| Missió: \| Guerra electrònica \| \| Versions: \| RC-12D/FW \| \| Aeronaus en servei: \| 6 \| |
| Designació interna:   | Kookiya |
| Missió:               | Guerra electrònica |
| Versions:             | RC-12D/FW |
| Aeronaus en servei:   | 6 |

| Lockheed EC-130H    | Lockheed EC-130H |
| ------------------- | --- |
|                     | \| Designació interna: \| Aya \| \| Missió: \| Guerra electrònica \| \| Versions: \| EC-130H \| \| Aeronaus en servei: \| 2 \| |
| Designació interna: | Aya |
| Missió:             | Guerra electrònica |
| Versions:           | EC-130H |
| Aeronaus en servei: | 2 |

### Reconeixement
| Gulfstream G550     | Gulfstream G550 |
| ------------------- | --- |
|                     | \| Designació interna: \| Eitam \| \| Missió: \| Reconeixement \| \| Versions: \| G-550 \| \| Aeronaus en servei: \| 2 \| |
| Designació interna: | Eitam |
| Missió:             | Reconeixement |
| Versions:           | G-550 |
| Aeronaus en servei: | 2 |

### Patrulla marítima
| IAI SeaScan         | IAI SeaScan |
| ------------------- | --- |
|                     | \| Designació interna: \| Shahaf \| \| Missió: \| Patrulla marítima \| \| Versions: \| 1124N \| \| Aeronaus en servei: \| 3 \| |
| Designació interna: | Shahaf |
| Missió:             | Patrulla marítima |
| Versions:           | 1124N |
| Aeronaus en servei: | 3 |

### Extinció d'incendis
| Air Tractor AT-802  | Air Tractor AT-802                                                                            |
| ------------------- | --------------------------------------------------------------------------------------------- |
|                     | \| Missió: \| Patrulla marítima \| \| Versions: \| AT-802F \| \| Aeronaus en servei: \| 14 \| |
| Missió:             | Patrulla marítima                                                                             |
| Versions:           | AT-802F                                                                                       |
| Aeronaus en servei: | 14                                                                                            |

### Helicòpters
| Bell AH-1 Cobra     | Bell AH-1 Cobra |
| ------------------- | --- |
|                     | \| Designació interna: \| Tzefa \| \| Missió: \| Helicòpter d'atac \| \| Versions: \| AH-1G / S / E / F \| \| Aeronaus en servei: \| 33 \| |
| Designació interna: | Tzefa |
| Missió:             | Helicòpter d'atac |
| Versions:           | AH-1G / S / E / F |
| Aeronaus en servei: | 33 |

| Boeing AH-64 Apache | Boeing AH-64 Apache |
| ------------------- | --- |
|                     | \| Designació interna: \| Peten, Saraph \| \| Entrada en servei: \| 1990 \| \| Missió: \| Helicòpter d'atac \| \| Versions: \| AH-64A i AH-64D \| \| Aeronaus en servei: \| - AH-64A: 26 unitats - AH-64D: 22 unitats \| |
| Designació interna: | Peten, Saraph |
| Entrada en servei:  | 1990 |
| Missió:             | Helicòpter d'atac |
| Versions:           | AH-64A i AH-64D |
| Aeronaus en servei: | - AH-64A: 26 unitats - AH-64D: 22 unitats |

| Sikorsky CH-53 Sea Stallion | Sikorsky CH-53 Sea Stallion                                                                                                 |
| --------------------------- | --- |
|                             | \| Designació interna: \| Yasur \| \| Missió: \| Transport \| \| Versions: \| CH-53A / D \| \| Aeronaus en servei: \| 23 \| |
| Designació interna:         | Yasur |
| Missió:                     | Transport |
| Versions:                   | CH-53A / D |
| Aeronaus en servei:         | 23 |

| Sikorsky UH-60 Black Hawk | Sikorsky UH-60 Black Hawk |
| ------------------------- | --- |
|                           | \| Designació interna: \| “Yanshuf” \| \| Missió: \| Transport \| \| Versions: \| S-70A-50/55 / UH-60A/L \| \| Aeronaus en servei: \| 48 \| |
| Designació interna:       | “Yanshuf” |
| Missió:                   | Transport |
| Versions:                 | S-70A-50/55 / UH-60A/L |
| Aeronaus en servei:       | 48 |

| Eurocopter AS 565 Panther | Eurocopter AS 565 Panther                                                                              |
| ------------------------- | --- |
|                           | \| Designació interna: \| Panther \| \| Missió: \| Patrulla marítima \| \| Aeronaus en servei: \| 5 \| |
| Designació interna:       | Panther                                                                                                |
| Missió:                   | Patrulla marítima                                                                                      |
| Aeronaus en servei:       | 5 |

| Eurocopter HH-65    | Eurocopter HH-65                                                                                      |
| ------------------- | --- |
|                     | \| Designació interna: \| Dolphin \| \| Missió: \| Recerca i rescat \| \| Aeronaus en servei: \| 2 \| |
| Designació interna: | Dolphin                                                                                               |
| Missió:             | Recerca i rescat                                                                                      |
| Aeronaus en servei: | 2 |

| Bell 206            | Bell 206 |
| ------------------- | --- |
|                     | \| Designació interna: \| “Saifan” \| \| Missió: \| Transport/Entrenament \| \| Versions: \| 206B \| \| Aeronaus en servei: \| 1 \| |
| Designació interna: | “Saifan” |
| Missió:             | Transport/Entrenament |
| Versions:           | 206B |
| Aeronaus en servei: | 1 |

### Aeronaus no tripulades
| Elbit Skylark | Elbit Skylark                                                                   |
| ------------- | ------------------------------------------------------------------------------- |
|               | \| Missió: \| UAV de reconeixement \| \| Versions: \| Skylark I / Skylark II \| |
| Missió:       | UAV de reconeixement                                                            |
| Versions:     | Skylark I / Skylark II                                                          |

| Elbit Hermes 450    | Elbit Hermes 450                                                                                     |
| ------------------- | --- |
|                     | \| Designació interna: \| Zik \| \| Missió: \| UAV de reconeixement \| \| Versions: \| Hermes 450 \| |
| Designació interna: | Zik                                                                                                  |
| Missió:             | UAV de reconeixement                                                                                 |
| Versions:           | Hermes 450                                                                                           |

| Elbit Hermes 900    | Elbit Hermes 900                                                                                        |
| ------------------- | --- |
|                     | \| Designació interna: \| Kochav \| \| Missió: \| UAV de reconeixement \| \| Versions: \| Hermes 900 \| |
| Designació interna: | Kochav                                                                                                  |
| Missió:             | UAV de reconeixement                                                                                    |
| Versions:           | Hermes 900                                                                                              |

| IAI Heron           | IAI Heron                                                                                             |
| ------------------- | --- |
|                     | \| Designació interna: \| Shoval \| \| Missió: \| UAV de reconeixement. \| \| Versions: \| Heron-1 \| |
| Designació interna: | Shoval                                                                                                |
| Missió:             | UAV de reconeixement.                                                                                 |
| Versions:           | Heron-1                                                                                               |

| IAI Eitan           | IAI Eitan                                                                                             |
| ------------------- | --- |
|                     | \| Designació interna: \| Eitan \| \| Missió: \| UAV de reconeixement. \| \| Versions: \| Heron-TP \| |
| Designació interna: | Eitan                                                                                                 |
| Missió:             | UAV de reconeixement.                                                                                 |
| Versions:           | Heron-TP                                                                                              |

| IAI Harpy           | IAI Harpy                                                                 |
| ------------------- | ------------------------------------------------------------------------- |
|                     | \| Designació interna: \| Harpy \| \| Missió: \| UAV de reconeixement. \| |
| Designació interna: | Harpy                                                                     |
| Missió:             | UAV de reconeixement.                                                     |

| IAI Harop           | IAI Harop                                                                 |
| ------------------- | ------------------------------------------------------------------------- |
|                     | \| Designació interna: \| Harop \| \| Missió: \| UAV de reconeixement. \| |
| Designació interna: | Harop                                                                     |
| Missió:             | UAV de reconeixement.                                                     |

## Armament
Aquesta llista de municions inclou els míssils, les bombes, i l'equipament bèl·lic utilitzat actualment per la Força Aèria Israeliana.

### Míssils aire-aire
- AIM-7 Sparrow : Míssil aire-aire d'abast mitjà
- AIM-9 Sidewinder : Míssil aire-aire de curt abast
- AIM-120 Amraam : Míssil aire-aire d'abast mitjà
- Derby : Míssil aire-aire d'abast mitjà
- Python 3 : Míssil aire-aire de curt abast
- Python 4 : Míssil aire-aire de curt abast
- Python 5 : Míssil aire-aire de curt abast

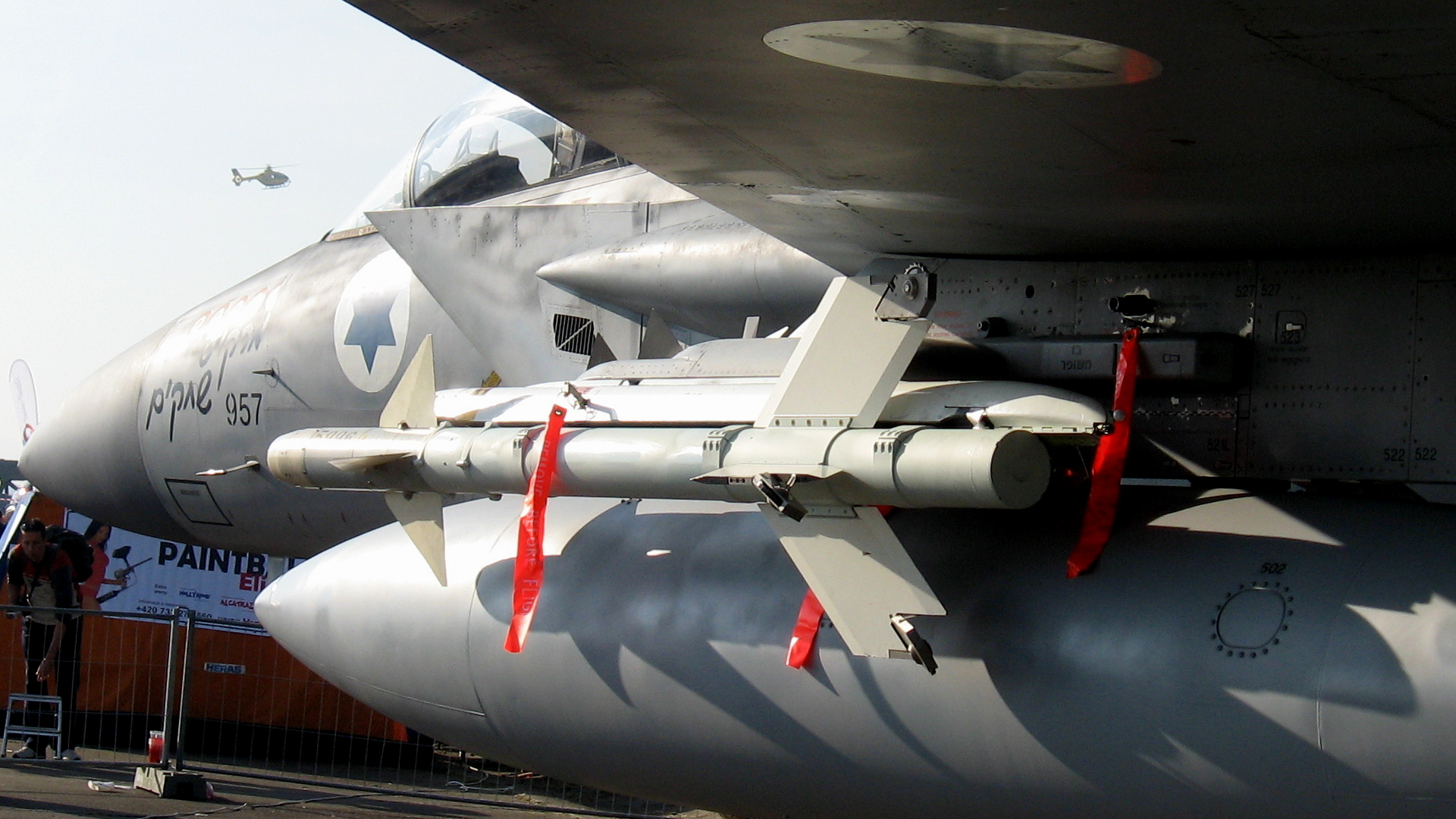
Python 3

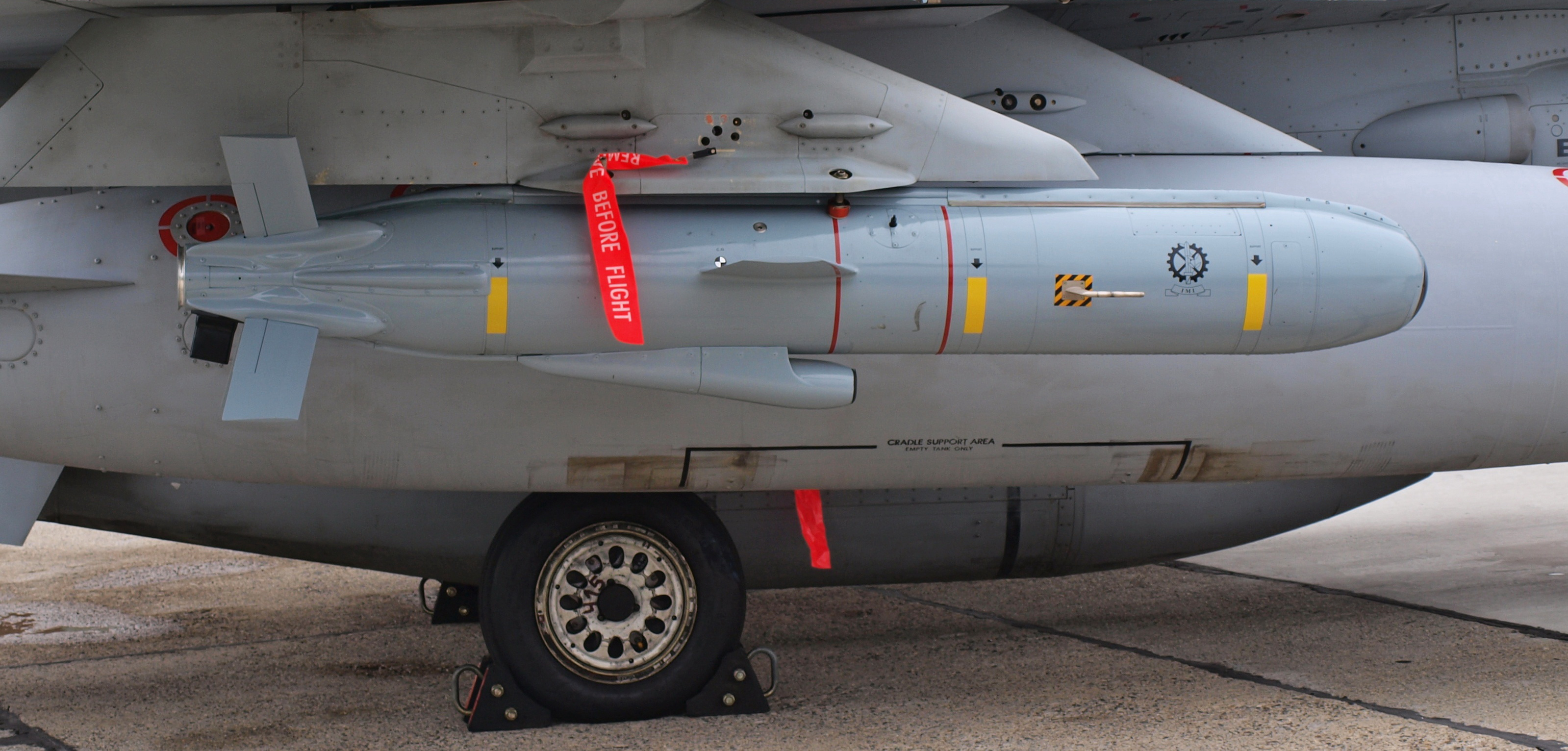
Míssil Delilah

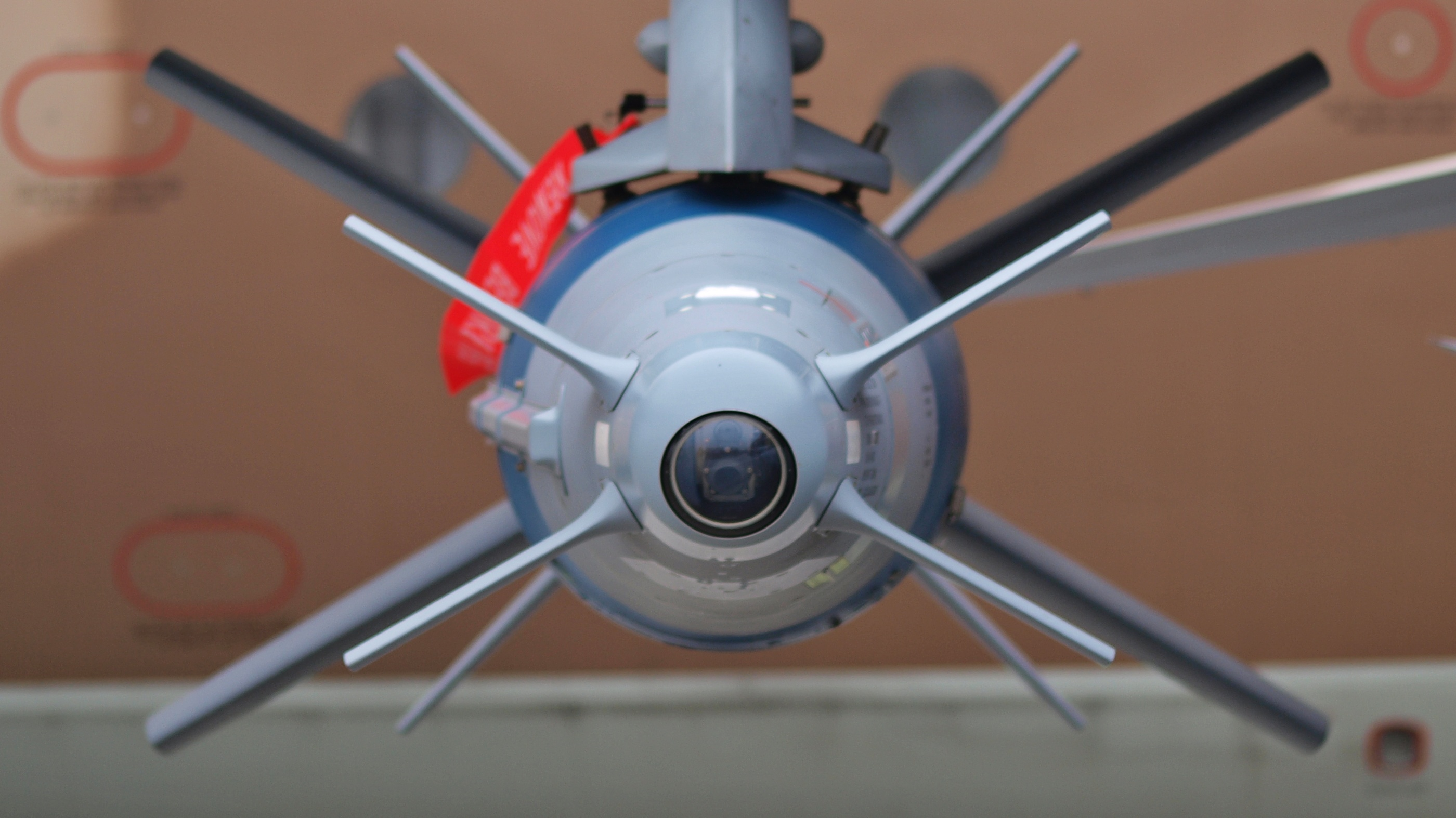
Bomba Spice

### Míssils aire-terra
- AGM-65 Maverick : Míssil aire-terra
- AGM-142 Have Nap : Míssil aire-terra

### Míssil anti-tanc
- AGM-114 Hellfire: Míssil anti-tanc
- Míssil LAHAT : Míssil anti- tanc
- Míssil Nimrod : Míssil anti-tanc

### Míssils anti-radar
- AGM-88 Harm : Míssil anti-radar

### Míssils anti-vaixell
- AGM-84 Harpoon: Míssil anti-vaixell
- Míssil Gabriel: Míssil anti-vaixell

### Bombes guiades
- GBU-27 Paveway III
- GBU-28
- GBU-31 JDAM
- GBU-39
- BLU-109
- Rafael Spice

### Míssils terra-aire
- Arrow: Míssil anti-míssil

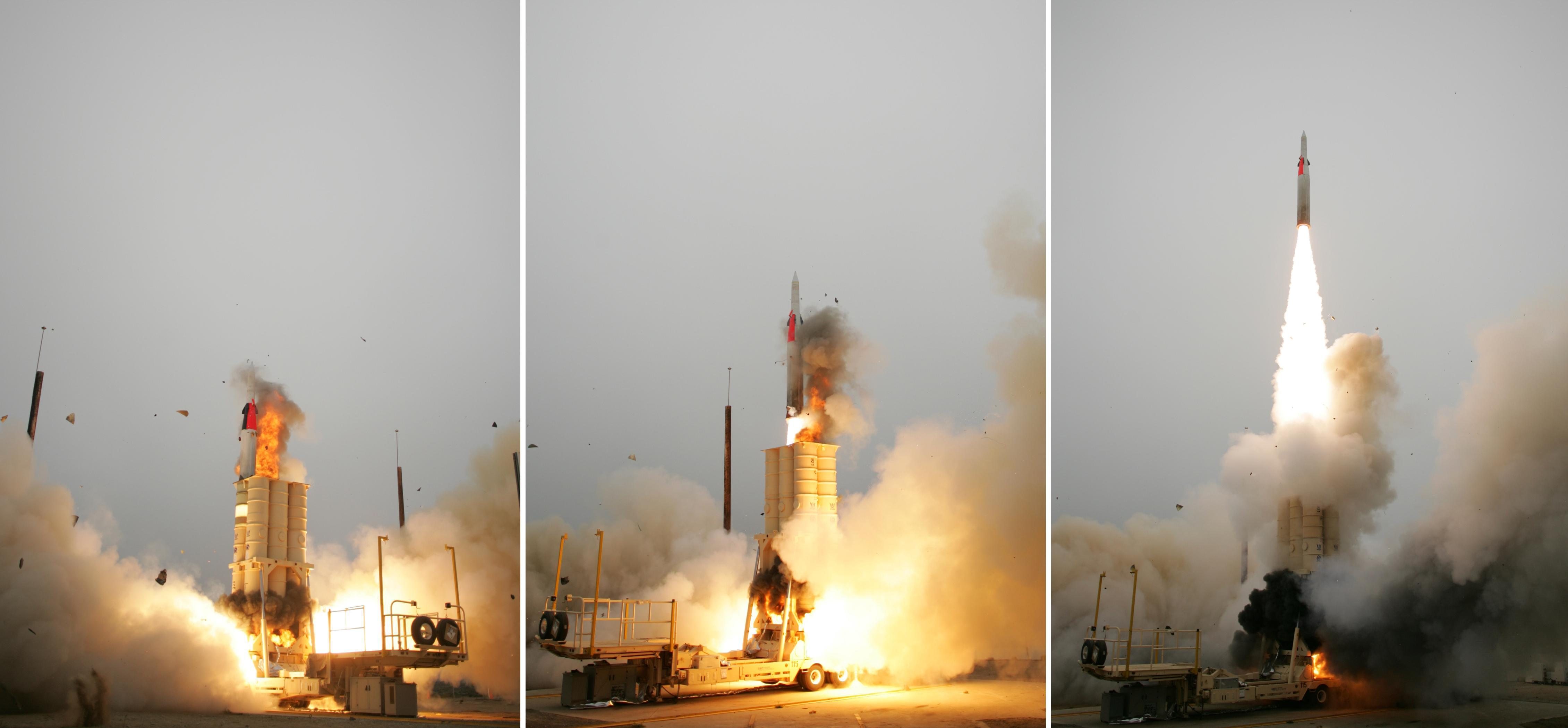
Llançament de míssil Arrow

- David's Sling : Míssil anti-míssil
- FIM-92 Stinger : Míssil terra-aire
- MIM-23 Hawk : Míssil terra-aire
- MIM-104 Patriot : Míssil terra-aire
- Spyder SR: Míssil terra-aire
- Cúpula de Ferro: Sistema de defensa anti-míssil

### Míssils de creuer
- Delilah: Míssil de creuer de curt abast (250 km)

### Míssils balístics
- Lora: Míssil balístic de curt abast (300 km)
- Jericho I: Míssil balístic de curt abast (500 km)
- Jericho II: Míssil balístic d'abast mitjà (2,800 km)
- Jericho III: ICBM (11,000 km)

### Sistemes espacials
- Amos (1, 2, 3) – Satèl·lits de comunicacions
- EROS (A, B) – Satèl·lits d'observació de la Terra
- Ofeq (3, 5, 7, 9) – Sátelites de reconeixement
- TecSAR – Satèl·lit de reconeixement
- Shavit – Vehicle de llançament espacial

## Graduació militar
| Categoria                     | Nom del rang, rang equivalent i codi de l'OTAN                                                                                                | Insignia | Insignia    | Insignia |
| Categoria                     | Nom del rang, rang equivalent i codi de l'OTAN                                                                                                | Exèrcit  | Força Aèria | Armada   |
| ----------------------------- | --- | -------- | ----------- | -------- |
| קציני מטה Generals            | (רב-אלוף (רא"ל Rav aluf (Ra'al) (Cap de l'estat major) (Tinent General, equivalent al grau OF-8 de l'OTAN)                                    |          |             | -        |
| קציני מטה Generals            | אלוף Aluf (General que té el comandament d'una Divisió militar de les Forces Armades) (General de Divisió, equivalent al grau OF-7 de l'OTAN) |          |             |          |
| קציני מטה Generals            | (תת-אלוף (תא"ל Tat aluf (Ta'al) (General que té el comandament d'una Brigada) (General de Brigada, equivalent al grau OF-6 de l'OTAN)         |          |             |          |
| קצינים בכירים Oficials en cap | (אלוף משנה (אל"מ Aluf mishne (Alam) (Oficial en cap que té el comandament d'un Regiment) (Coronel, equivalent al grau d'OF-5 de l'OTAN)       |          |             |          |
| קצינים בכירים Oficials en cap | (סגן-אלוף (סא"ל Sgan aluf (Sa'al) (Oficial en cap que té el comandament d'un Batalló) (Tinent Coronel, equivalent al grau de l'OTAN OF-4)     |          |             |          |
| קצינים בכירים Oficials en cap | (רב סרן (רס"ן Rav seren (Rasan) (Oficial en cap que té el comandament d'un Batalló) (Comandant, equivalent al grau de l'OTAN OF-3)            |          |             |          |
| קצינים זוטרים Oficials        | סרן Seren (Oficial que té el comandament d'una Companyia militar (Capità, equivalent al grau de l'OTAN OF-2)                                  |          |             |          |
| קצינים זוטרים Oficials        | סגן Segen (Oficial que té el comandament d'una Secció militar) (Tinent, equivalent al grau de l'OTAN OF-1)                                    |          |             |          |
| קצינים זוטרים Oficials        | (סגן-משנה (סג"מ Segen mishne (Sagam) (Oficial que té el comandament d'una Secció militar) (Alferes, equivalent al grau de l'OTAN OF-1)        |          |             |          |